# Подажево
Подажево (пол. Podarzewo, нім. Kornfeld) — село в Польщі, у гміні Победзиська Познанського повіту Великопольського воєводства.
Населення — 119 осіб (2011).
У 1975-1998 роках село належало до Познанського воєводства.

## Демографія
Демографічна структура станом на 31 березня 2011 року:
|          | Загалом | Допрацездатний вік | Працездатний вік | Постпрацездатний вік |
| -------- | ------- | ------------------ | ---------------- | -------------------- |
| Чоловіки | 61      | 11                 | 48               | 2                    |
| Жінки    | 58      | 15                 | 38               | 5                    |
| Разом    | 119     | 26                 | 86               | 7                    |